# إدي توريس
إدي توريس (بالإنجليزية: Eddie Torres)‏ هو راقص أمريكي، ولد في 3 يوليو 1950.